# Chiang Saeng jezici
Chiang Saeng jezici (privatni kod: chia) Istočni centralni jugozapadni tai jezici), ogranak istočnih centralnih jugozapadnih tai jezika, šira skupina tai. Rašireni su po Tajlandu i Vijetnamu, Laosu i Kini. Šira istočna centralna jugozapadna skupina nekada je obuhvaćala i skupine lao-phutai s 4 jezika i sjeverozapadnu s 9. Obuhvaća (10) jezika, to su: 
- Phuan [phu] (Tajland), 200.000 u tajlandu (2006 Mahidol); 106.000 u Laosu (2000).
- Tai Daeng [tyr] (Vijetnam), 140.000 u Vijetnamu (2002); 25.000 u Laosu (1991).
- Tai Dam [blt] (Vijetnam), 699.000 u Vijetnamu (2002 SIL); 10.000 u Kini (1995); 50.000 u Laosu (1995); 700 u Tajlandu (2004).
- Tai Dón [twh] (Vijetnam), 280.000 u Vijetnamu  (2002); 10.000 u Kini (1995); 200.000 u Laosu (1995 census).
- Tai Hang Tong [thc] (Vijetnam), 10,000 (2002).
- Tày Tac [tyt] (Viet Nam), nepoznat broj govornika.
- Thai [tha] (Tajland), 20,2 mil. u tajlandu (2000).
- Thai Song [soa] (Thailand), 32.300 (2000).
- Sjeverni thai [nod] (Tajland), 6 mil. u Tajlandu (1983 SIL); 9.400 u Laosu (2000).
- Thu Lao [tyl] (Vijetnam), 200 (2002 J. Edmondson).

## Vanjske poveznice
- Ethnologue (14th)
- Ethnologue (15th)